# Myxine paucidens
Myxine paucidens – gatunek bezszczękowca z rodziny śluzicowatych (Myxinidae). 

## Zasięg występowania
Zatoka Sagami w Japonii.

## Cechy morfologiczne
Osiąga max. 30,5 cm długości całkowitej. Posiada 6 par worków skrzelowych, oraz 92-93 gruczoły śluzowe. Płetwa brzuszna dobrze rozwinięta.

## Biologia i ekologia
Występuje na głębokości  630-1000  m.